# Uwe Seemann
Uwe Seemann (* 1941; † 2021 auf Teneriffa) war ein deutscher Boxer.

## Leben
Seemann durchlief eine Ausbildung zum Feinmechaniker, später war er als Heizungsmonteur tätig und betrieb dann in Hamburg Gastwirtschaften. 1971 wurde er in der Kieler Ostseehalle deutscher Amateurboxmeister im Federgewicht. Er bezwang auf dem Weg zu dem Erfolg Titelverteidiger Werner Ruzicka, im Finale setzte sich der für den Hamburger Verein HBC Heros antretende und von Trainer Werner Prieß betreute Seemann gegen Jürgen Labinschus vom BC 59 Travemünde durch. Zu diesem Zeitpunkt war Seemann bereits siebenmaliger Hamburger Meister.
Seemann kämpfte auch auf internationaler Ebene, im August 1971 gewann er im Rahmen des Länderkampfes Deutschland gegen Italien in Viareggio seine Begegnung mit Pasqualino Morbidelli.